# Кім Ін Соп
Кім Ін Соп (кор. 김 인섭; нар. 2 березня 1973, Тегу) — південнокорейський борець греко-римського стилю, дворазовий переможець та срібний призер чемпіонатів світу, дворазовий переможець і дворазовий срібний призер чемпіонатів Азії, дворазовий чемпіон Азійських ігор, срібний призер Кубку світу, срібний призер Олімпійських ігор.

## Біографія
Боротьбою почав займатися з 1988 року. Виступав за спортивний клуб компанії «Самсунг» з міста Тегу. Тренувався під керівництвом срібного призера Азійських ігор 1974 року Ан Хан Йона. Працює в страховій компанії «Самсунг». Після завершення активних виступів на борцівському килимі — на тренерській роботі. Серед його вихованців срібний та бронзовий призер чемпіонатів Азії, чемпіон Океанії Кім Юн Хьон.

## Виступи на Олімпіадах
| Змагання                    | Збірна         | Вагова категорія | Місце           |
| --------------------------- | -------------- | ---------------- | --------------- |
| Літні Олімпійські ігри 2000 | Південна Корея | 58 кг            | Срібло          |
| Літні Олімпійські ігри 2004 | Південна Корея | 66 кг            | Дискваліфікація |

На літніх Олімпійських іграх 2000 року в Сіднеї здобув срібну нагороду. У фіналі з рахунком 10-3 поступився вірменину Армену Назаряну, що на тому турнірі представляв Болгарію.
На літніх Олімпійських іграх 2004 року в Афінах у чвертьфіналі з рахунком3-1 поступився Джиммі Самуельссону зі Швеції. Разом зі своїм наступним суперником Парвізом Зейдвандом з Ірану відмовився виходити на поєдинок за п'яте місце, за що обидва спортсмени були дискваліфіковані з турніру і отримали довічну дискваліфікацію від Міжнародної федерації об'єднаних стилів боротьби (FILA).

## Виступи на Чемпіонатах світу
| Змагання                        | Збірна         | Вагова категорія | Місце  |
| ------------------------------- | -------------- | ---------------- | ------ |
| Чемпіонат світу з боротьби 1998 | Південна Корея | 58 кг            | Золото |
| Чемпіонат світу з боротьби 1999 | Південна Корея | 58 кг            | Золото |
| Чемпіонат світу з боротьби 2001 | Південна Корея | 63 кг            | Срібло |
| Чемпіонат світу з боротьби 2003 | Південна Корея | 66 кг            | 6      |

## Виступи на Чемпіонатах Азії
| Змагання                       | Збірна         | Вагова категорія | Місце  |
| ------------------------------ | -------------- | ---------------- | ------ |
| Чемпіонат Азії з боротьби 1997 | Південна Корея | 58 кг            | Срібло |
| Чемпіонат Азії з боротьби 1999 | Південна Корея | 58 кг            | Золото |
| Чемпіонат Азії з боротьби 2003 | Південна Корея | 66 кг            | Срібло |
| Чемпіонат Азії з боротьби 2004 | Південна Корея | 66 кг            | Золото |

## Виступи на Азійських іграх
| Змагання           | Збірна         | Вагова категорія | Місце  |
| ------------------ | -------------- | ---------------- | ------ |
| Азійські ігри 1998 | Південна Корея | 58 кг            | Золото |
| Азійські ігри 2002 | Південна Корея | 66кг             | Золото |

## Виступи на Кубках світу
| Змагання                    | Збірна         | Вагова категорія | Місце  |
| --------------------------- | -------------- | ---------------- | ------ |
| Кубок світу з боротьби 1997 | Південна Корея | 58 кг            | Срібло |

## Виступи на інших змаганнях
| Змагання                 | Збірна         | Вагова категорія | Місце  |
| ------------------------ | -------------- | ---------------- | ------ |
| Східноазійські ігри 2001 | Південна Корея | 63 кг            | Золото |